# Oxystigma williamsoni
Oxystigma williamsoni là loài chuồn chuồn trong họ Megapodagrionidae. Loài này được Geijskes mô tả khoa học đầu tiên năm 1976.